# 내셔널 갤러리
내셔널 갤러리(National Gallery)는 대영 박물관과 함께 영국 최대의 미술관 중 하나이다. 내셔널 갤러리는 영국 런던 중심부 웨스트민스터 시의 트라팔가 광장에 있는 미술관으로, 1824년에 창설되었다. 수장품의 범위는 시대적으로 초기 르네상스에서 19세기 후반에 이르고, 영국뿐만 아니라 각국의 명작품을 골고루 수장하고 있는 것으로도 알려져 있다. 1838년부터 트라팔가 광장에 1824년에 설립된 이 미술관은 13세기 중반부터 1900년까지의 그림 2,300여 점을 소장하고 있다. 현재 내셔널 갤러리 관장은 가브리엘레 피날디(Gabriele Finaldi)이다.
내셔널 갤러리는 면제 자선 단체이자 디지털, 문화, 미디어 및 스포츠부의 비부서 공공 기관이다. 해당 컬렉션은 영국 대중을 대신하여 정부에 속하며, 주요 컬렉션에 대한 입장은 무료이다.
유럽 대륙의 유사한 박물관과 달리 내셔널 갤러리는 기존 왕실 또는 왕실 미술 컬렉션을 국유화하여 형성되지 않았다. 이 갤러리는 1824년 영국 정부가 존 줄리어스 앵거스타인(John Julius Angerstein)의 상속인으로부터 38점의 그림을 구입했을 때 탄생했다. 초기 구입 이후 갤러리는 주로 초기 감독, 특히 찰스 록 이스트레이크(Charles Lock Eastlake)와 개인 기부에 의해 형성되었으며 이는 컬렉션의 3분의 2를 차지한다. 컬렉션은 많은 유럽 국립 갤러리보다 작지만 범위는 백과사전적이다. "조토에서 세잔까지" 서양 회화의 대부분의 주요 발전은 중요한 작품으로 표현된다. 한때 이곳은 모든 작품을 상설 전시하는 몇 안 되는 국립 미술관 중 하나였다고 주장되었지만 이제는 그렇지 않다.
내셔널 갤러리를 수용하는 세 번째 부지인 현재 건물은 윌리엄 윌킨스(William Wilkins)가 설계했다. 건물은 개장 당시 1832년부터 1838년까지 걸렸다. 건물이 역사 전반에 걸쳐 단편적으로 확장되었기 때문에 트라팔가 광장의 정면만 이 때부터 본질적으로 변하지 않은 채로 남아 있다. 윌킨스의 건물은 디자인의 약점과 공간 부족으로 인해 종종 비판을 받았다. 후자의 문제로 인해 1897년 영국 미술을 위한 테이트 갤러리(Tate Gallery)가 설립되었다. 1991년 로버트 벤투리(Robert Venturi)와 데니스 스콧 브라운(Denise Scott Brown)이 서쪽으로 확장한 세인스버리 윙(Sainsbury Wing)은 영국 포스트모더니즘 건축의 중요한 예이다.

## 개요
특히 이탈리아·르네상스와 더불어 네덜란드파 작품이 충실히 전시되어 있어, 판 에이크의 〈아르놀피니 부부의 초상〉을 비롯해 렘브란트를 정점으로 하는 17세기 네덜란드 회화의 많은 명작품을 수장하고 있다.

## 같이 보기
- 가장 큰 미술관 목록